# Marcus Rubin (journalist)
 For alternative betydninger, se Marcus Rubin. (Se også artikler, som begynder med Marcus Rubin)
Marcus Rubin (født 1970) er en journalist som er uddannet cand.jur. og er tidligere USA-korrespondent for Politiken, men i dag arbejder han som kronikredaktør og daglig leder af lederkollegiet.
Han har udgivet sin blog fra 2007, hvor han skrev om sin læsning af Bibelen, i bogform under navnet Bibelen på bloggen i 2008. Marcus Rubin er medredaktør på bogen "Med andre øjne. Antologi om Mellemøstens syn på Vesten".